# Monument-Nunatakker
Die Monument-Nunatakker sind eine Gruppe markanter Nunatakker im ostantarktischen Viktorialand. Als Teil des Transantarktischen Gebirges ragen sie nördlich des Sculpture Mountain im oberen Abschnitt des Rennick-Gletschers auf.
Die Nordgruppe der New Zealand Geological Survey Antarctic Expedition (1962–1963) benannten sie nach ihren zahlreichen Felsspitzen und eigentümlich geformten Felsvorsprüngen, die an ein Monument erinnern.